# Zofia Trzeszczkowska
Zofia Trzeszczkowska, z domu Mańkowska (ur. 1847 w Dorohowicy na Białorusi, zm. 7 października 1911 tamże) – polska poetka i tłumaczka.
Pisała tylko pod pseudonimem literackim Adam M-ski, stanowiącym skrót nazwiska jej ojca. Była żoną oficera, podczas wojny rosyjsko-tureckiej wyjechała wraz z nim do Rosji. Towarzyszyła mu w tej wyprawie będąc cały czas w męskim przebraniu. Po jej śmierci ujawniono prawdziwe nazwisko.
Swoje wiersze publikowała w krakowskim „Ateneum”, warszawskich: „Życiu”, „Głosie”, „Prawdzie”, „Tygodniku Ilustrowanym”. Jedynie poemat Jeden z wielu (z 1890) udało się wydrukować; reszta publikacji, w tym zbiór wierszy Przebrzmiałe akordy, została wstrzymana przez cenzurę. Tłumaczyła dzieła Byrona, Baudelaire’a, Camõesa, Lamartine'a, Mistrala, Machara.

## Życiorys
Ta, dziś już niemal zapomniana, poetka przez całe życie ukrywała swoją płeć i znana była powszechnie pod kryptonimem Adama M-ski, co było skrótem imienia i nazwiska jej ojca. Dopiero po jego śmierci okazało się, że autorka licznych przekładów jest kobietą. Trzeszczkowska tak dalece i tak konsekwentnie zatajała swą kobiecość, że przebywając stale w swym majątku rodzinnym nie była nigdy w Warszawie, kontakty ze środowiskiem literackim i z redakcjami pism, w których publikowała, utrzymywała wyłącznie na drodze korespondencji.

## Twórczość
Swoje oryginalne wiersze, nigdy nie zebrane i nie wydane w osobnych tomach, publikowała w czasopismach epok, do których chronologicznie ze względu na datę urodzenia należała, a więc zarówno w pozytywistycznej „Prawdzie”, w „Ateneum”, w „Głosie” i „Tygodniku Ilustrowanym”, jak też warszawskim i krakowskim „Życiu”.
Utwory te w swej zawartości treściowej i orientacji ideowej powtarzały motywy i tematy będące tylko odbiciem stanu i tradycji polskiej poezji XIX-wiecznej; uczucia patriotyczne oraz echa walk wyzwoleńczych. Najwięcej rysów własnych zawierały te wiersze, w których znajdowało swój wyraz długoletnie obcowanie poetki z folklorem i krajobrazem kresów białoruskich, zwłaszcza Pieśni dorohowieckie, poświęcone wsi, która była majątkiem rodzinnym.
Mimo wtórności tematycznej oryginalna twórczość Trzeszczkowskiej odznacza się wysoką sprawnością wierszopisarską, a cecha ta ujawnia się mocno w pracy przekładowej, której poświęcił Adam M-ski bodaj najwięcej czasu i trudu, i przez którą stał się uznany. Rozpiętość zainteresowań translatorskich tej poetki była bardzo duża, od Camõesa do Byrona i Lamartine'a. Doskonała znajomość języków, z których tłumaczyła, intuicja lingwistyczna, a także sprawność wersyfikacyjna ułatwiła jej wczucie się każdorazowo w indywidualną własność przekładanych utworów i znalezienie dla ich polskiej wersji odpowiedniego wyrazu.

## Teksty
- Jeden z wielu (1890)[1]
- Przebrzmiałe akordy (zbiór wierszy)
- Tęskna
- Usta
- Wziąłem ci wszystko...
- Zagasłe oczy

## Tłumaczenia
- Kwiaty zła – Charles Baudelaire (wraz z Antonim Langem)
- Luzjady – Luís Vaz de Camões